# 1901 год в театре
1901 год в театре

## Знаменательные события
- 26 января — состоялось юбилейное, сотое, представление спектакля «Царь Фёдор Иоаннович» по пьесе Алексея Толстого в Московском Художественном Театре.
- Создан Рабочий театр Тампере.

## Персоналии

### Родились
- 15 февраля — Николай Дмитриевич Мордвинов, советский актёр, народный артист СССР (1949).
- 27 февраля — Михаил Степанович Гришко, советский оперный певец (драматический баритон), народный артист СССР.
- 17 марта — Антонис Яннидис, греческий актёр, театральный деятель.
- 16 апреля — Николай Акимов, советский живописец и книжный график, театральный художник, режиссёр и педагог, 1935 по 1949 и с 1956 г. возглавлявший Ленинградский театр Комедии.
- 24 июня — Игорь Ильинский, советский актёр театра и кино, режиссёр, народный артист СССР.
- 20 июля — Сергей Блинников, советский актёр театра и кино, народный артист СССР.
- 12 августа — Варвара Александровна Обухова, советская и российская актриса театра и кино, народная артистка РСФСР.
- 13 августа — Борис Петрович Чирков, советский актёр театра и кино, народный артист СССР.
- 24 августа — Андрей Александрович Костричкин, советский актёр театра и кино, заслуженный артист РСФСР.
- 4 декабря — Николай Симонов, советский актёр театра и кино, народный артист СССР (1950).
- 8 декабря — Марзия Юсуф кызы Давудова, азербайджанская советская актриса театра и кино, народная артистка СССР.

### Скончались
- 29 июля — Антонина Ивановна Абаринова, российская оперная певица (контральто, впоследствии меццо-сопрано) и драматическая актриса.